# (8507) 1991 CB1
(8507) 1991 CB1 es un asteroide que forma parte de los asteroides Apolo, descubierto el 15 de febrero de 1991 por el equipo del Spacewatch desde el Observatorio Nacional de Kitt Peak, Arizona, Estados Unidos.

## Designación y nombre
Designado provisionalmente como 1991 CB1.

## Características orbitales
1991 CB1 está situado a una distancia media del Sol de 1,686 ua, pudiendo alejarse hasta 2,689 ua y acercarse hasta 0,6840 ua. Su excentricidad es 0,594 y la inclinación orbital 14,58 grados. Emplea 800,284 días en completar una órbita alrededor del Sol.

## Características físicas
La magnitud absoluta de 1991 CB1 es 17,2.